# Eredità poligenica
L'eredità poligenica è il risultato sommativo dell'espressione di due o più geni che determinano un unico carattere fenotipico. Molti caratteri umani, come il colore della pelle, l'altezza, l'iride degli occhi, variano all'interno della popolazione senza presentare chiare suddivisioni proprio a causa dell'elevata quantità di geni coinvolti la cui minima variazione comporta un lieve cambiamento fenotipico. 
Le differenze tra i vari individui sono rappresentate da una curva a campana, il cui apice rappresenta i valori medi dei caratteri presi in considerazione (per esempio, se si volesse registrare l'altezza di un gruppo di studenti di altezza compresa tra 1.60 m e 1.90 m, la maggior parte sarebbe di altezza compresa tra 1.70 m e 1.80 m, graficamente rappresentati dall'apice della curva a campana). Questo caso è l'opposto della pleiotropia, in cui un singolo gene agisce su più caratteri.
Nella stragrande maggioranza dei casi i caratteri fenotipici non sono controllati da un singolo gene: solitamente un gene può influire su più di un carattere e un carattere può dipendere dall'azione di più geni. Ad esempio, per produrre il pigmento porpora nel fiore del pisello odoroso occorre l'azione di almeno due geni dominanti. Caratteri come ad esempio il peso, l'altezza, il grado di pigmentazione, che nei diversi individui presentano una gamma di variazioni quantitative continua e molto estesa, in genere dipendono da un gran numero di geni, i singoli effetti dei quali sembrano sommarsi gli uni agli altri. L'altezza di una pianta, ad esempio, potrebbe essere determinata da una serie di quattro geni: A, B, C e D. Si supponga che una pianta abbia un'altezza media di 25 cm quando il suo genotipo è aabbccdd e che ogni sostituzione con una coppia di alleli dominanti aumenti l'altezza media di circa 10 cm; in quel caso una pianta che è AABBccdd sarà alta 45 cm e una che è AABBCCDD sarà alta 65 cm. In realtà, i risultati sono raramente così regolari: geni differenti possono dare contributi differenti al valore totale e alcuni geni possono interagire in modo che il contributo di uno dipenda dalla presenza di un altro. L'eredità di caratteri quantitativi dipendenti da più geni viene detta eredità poligenica. Inoltre, quando il fenotipo è determinato, oltre che dal materiale genetico, anche da una componente ambientale, l'eredità viene detta multifattoriale.